# Jerzy Barczyński
Jerzy Barczyński (ur. 19 kwietnia 1948 w Tarnowie, zm. 22 grudnia 2019 tamże) – polski poeta i działacz opozycji demokratycznej w PRL związany z Tarnowem.

## Działalność w opozycji demokratycznej w PRL
Jeden z inicjatorów protestów społecznych w Tarnowie w czasie wydarzeń marcowych 1968 roku. 13 marca 1968 roku wraz z dwiema innymi osobami rozrzucił z okien autobusu ulotki nawołujące mieszkańców Tarnowa do udziału w proteście i poparcia żądań młodzieży akademickiej. W dniach 20 i 21 marca 1968 roku uczestnik demonstracji ulicznych w Tarnowie. W dniu 11 października 1968 roku aresztowany, a następnie skazany przez Sąd Powiatowy w Tarnowie na karę sześciu miesięcy pozbawienia wolności za kolportowanie ulotek wzywających do udziału w demonstracjach. Karę odbył w więzieniach w Krakowie i Tarnowie.
W latach 70. kontynuował działalność opozycyjną; w tym okresie nie mógł znaleźć pracy ani studiować. W 1981 roku pracownik Wojewódzkiego Przedsiębiorstwa Handlu Wewnętrznego „Świt” w Tarnowie i przewodniczący Komisji Zakładowej NSZZ „Solidarność”. 14 grudnia 1981 roku internowany w Załężu; zwolniony 22 marca 1982 roku.

## Działalność literacka
Debiutował w Polskim Radiu w 1968 roku. Autor trzech zbiorów wierszy: Dezerter (1980), Noc refleksji (1992), Wyspy życia (2007). Jego utwory zamieszczono m.in. w wydawnictwach: „Biały autobus”, „Wszystkie nasze liście”, „Antologia poezji zapomnianej”, „Jesienne Skrzydła”, „GALAktyka tarnowskich poetów”. Publikował wiersze m.in. w „Magazynie Kulturalnym”, „Znakach wyobraźni”, „Almanachu Poezji Młodych «Sercokrzemień»”, „Pogłosach Kramu”, „Gazecie Południowej”, „Przewodniku Katolickim”, „Metalowcu Tarnowskim”, „Głosie Lisiej Góry”, „Tarninie”, „TeMI”, „Wiadomościach Tarnowskich”, „Wizjerze Regionalnym”, „Odwecie” – piśmie Stowarzyszenia Kombatantów „Jędrusiów” Żołnierzy AK, Ich Rodzin i Sympatyków w Połańcu. Członek grupy poetyckiej „Obserwatorium”, przedtem w grupie poetyckiej „Rydwan”.
Był laureatem nagród w turniejach poetyckich w Krakowie i pierwszej nagrody w konkursie literackim zorganizowanym w 1976 roku, przez Tarnowski Ośrodek Korespondencyjnego Klubu Młodych Pisarzy.
Członek Oddziału Tarnowskiego Stowarzyszenia Autorów Polskich i redaktor miesięcznika literackiego „Tarnina” – pisma Oddziału Tarnowskiego Stowarzyszenia Autorów Polskich.